# NGC 6095
NGC 6095 је елиптична галаксија у сазвежђу Змај која се налази на NGC листи објеката дубоког неба.
Деклинација објекта је + 61° 16' 5" а ректасцензија 16h 11m 11,0s. Привидна величина (магнитуда) објекта NGC 6095 износи 12,7 а фотографска магнитуда 13,7. NGC 6095 је још познат и под ознакама UGC 10265, MCG 10-23-33, CGCG 298-14, PGC 57411.